# La Grosse-Pierre (Boissy)

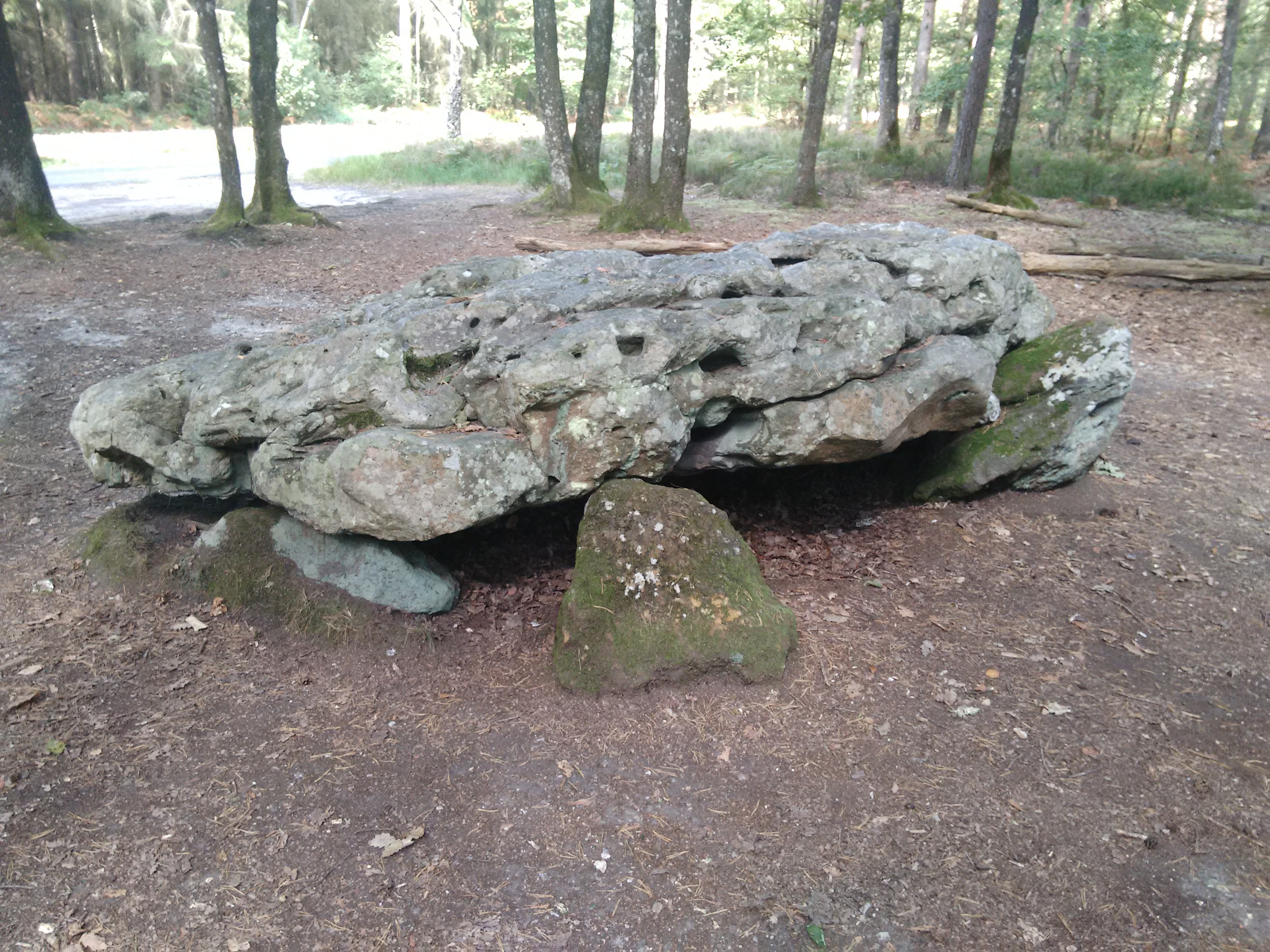
Dolmen von Boissy-Maugis

Der Dolmen La Grosse-Pierre (auch Pierre druidique – deutsch „Druidenstein “ genannt) liegt auf einem Hügel im Wald von Saint-Laurent, etwa 4,0 km nordöstlich von Boissy-Maugis, südöstlich von Mortagne-au-Perche im Département Orne in der Normandie in Frankreich. Dolmen ist in Frankreich der Oberbegriff für neolithische Megalithanlagen aller Art (siehe: Französische Nomenklatur).
Der 1896 vom Comte de Moucheron zuerst beschriebene Dolmen, dessen etwa 4,6 × 2,8 m messender 0,7 m dicker Deckstein schräg auf vier zusammengebrochenen Tragsteinen liegt, befindet sich 78 bzw. 30 cm über dem  Boden und ist nur als Rest erhalten.
Die Megalithanlage ist seit 1949 als Monument historique eingetragen.

## Legende
Der Stein fiel vom Himmel, und die Einheimischen sagen, dass er von der Jungfrau gebracht wurde, die jeden Samstag kommt, um ihre Wäsche zu waschen.

## Namensgleiche Anlagen
- Grosse Pierre de la Bergerie in Villerville ist ein Menhir im Département Calvados
- Der Dolmen du Bois de la Grosse Pierre liegt im Département Charente-Maritime.
- Der Dolmen de la Grosse Pierre (Verneusses) liegt im Département Eure
- Der Dolmen de la Grosse-Pierre (Prudemanche) liegt im Département Eure-et-Loir
- La grosse Pierre Levée von Silly-en-Gouffern ist ein Menhir im Département Orne

- Der Dolmen du Colombier bei Pierrelatte im Département Ardèche trägt auch die Bezeichnung Dolmen de Grosse Pierre.